# أليسون هايندز
أليسون هايندز (بالإنجليزية: Alison Hinds)‏ هي مغنية باربادوسية، ولدت في 1 يونيو 1970 في لندن في المملكة المتحدة.

## وصلات خارجية
- الموقع الرسمي
- أليسون هايندز على موقع ميوزك برينز (الإنجليزية)
- أليسون هايندز على موقع أول ميوزيك (الإنجليزية)
- أليسون هايندز على موقع ديسكوغز (الإنجليزية)